# Ван Ї (художник)
Ван І (王繹, 1333 —після 1362) — китайський художник часів династії Юань.

## Життєпис
Народився у 1333 році у м. Мучжоу (сучасне Цзянде, провінція Чжецзян). Про його життя відомо замало. Замолоду перебрався до м. Ханчжоу, де й створював свої картини. Відмовився від державної служби, приділяючи увесь час малюваню.

## Творчість
Ван І спеціалізувався на зображені людських фігур. З усього доробку Ван І натепер збереглося декілька творів і невеликий трактат, присвячений портретному живопису.
У зображенні людей Ван І досяг неабиякої майстерності, завдяки чому цей вид живопису вилився в окремий напрямок. Найвідомішою картиною є «Портрет Ян Чжусі», створений Ван І спільно з Ні Цзанєм, який у 1363 році додав до фігури вченого, намальованої Ван І, сосну і камені.